# Capitani coraggiosi (singolo)
Capitani coraggiosi è un singolo dei cantautori italiani Claudio Baglioni e Gianni Morandi, pubblicato il 16 giugno 2015.
Il brano è stato realizzato per promuovere l'omonimo progetto dei due, che li ha visti insieme sul palco per 10 date al Foro Italico di Roma.

## Video musicale
Il video del brano, girato a Castelluccio, è stato mostrato in anteprima su Rai 1 il 29 giugno 2015 durante lo show televisivo Capitani coraggiosi, condotto da Baglioni e Morandi in promozione al progetto, mentre è stato pubblicato sul canale condiviso da entrambi gli artisti di YouTube il 2 luglio.

## Tracce
Testi e musiche di Claudio Baglioni.
1. Capitani coraggiosi – 4:15

## Classifiche
| Classifica (2015) | Posizione massima |
| ----------------- | ----------------- |
| Italia (airplay)  | 8                 |